# Barbara Gowdy

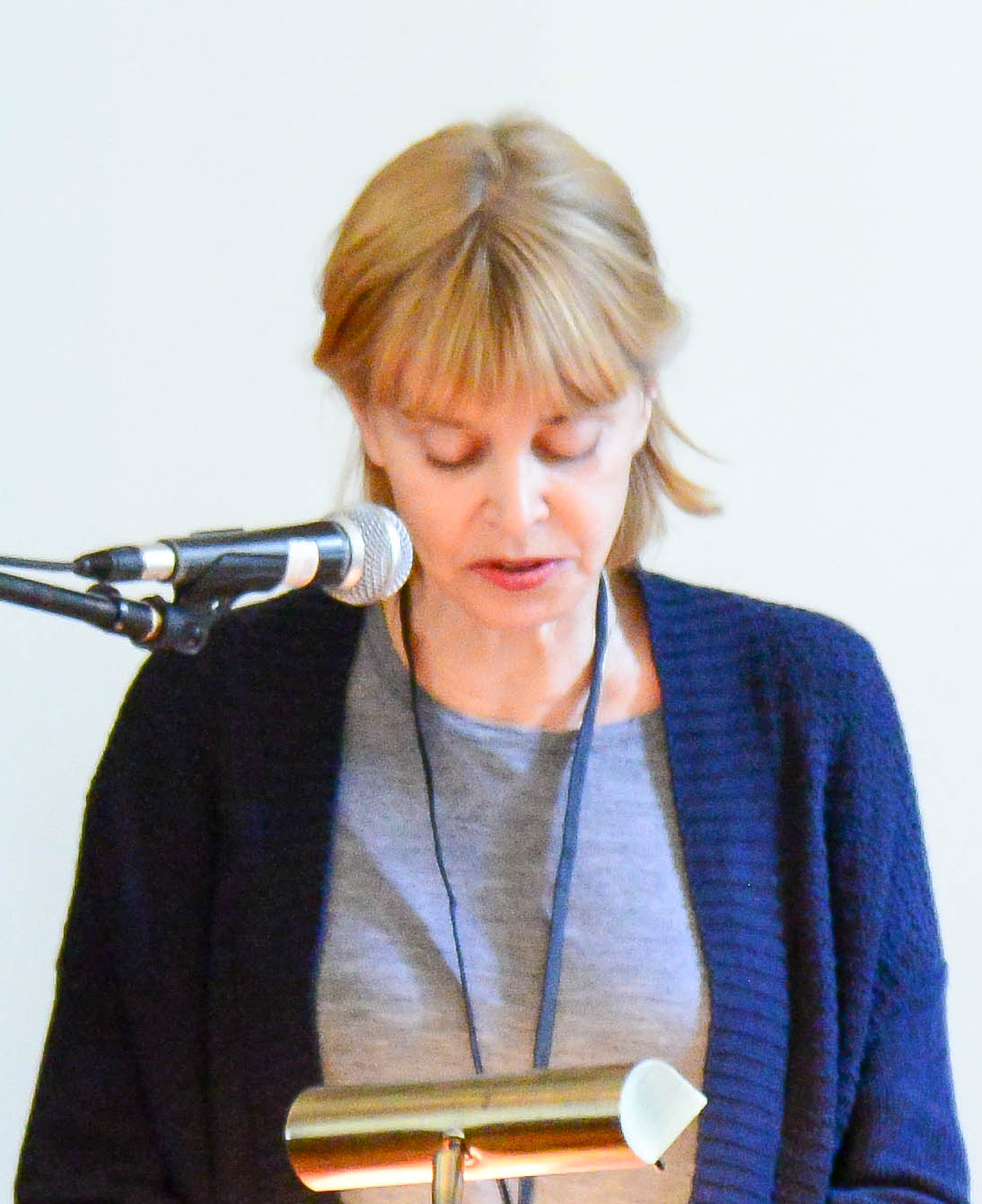
Barbara Gowdy, 2017

Barbara Gowdy (* 25. Juni 1950 in Windsor, Ontario) ist eine kanadische Schriftstellerin englischer Sprache.

## Leben
Gowdy wuchs in Windsor, seit 1954 in Toronto auf. Sie studierte Musik (Klavier) und Theaterwissenschaften an der York University und am Royal Conservatory of Music. Sie arbeitete als Verlagslektorin bei Lester und Orpen Dennys und unterrichtete Kreatives Schreiben an der Universität Toronto. Außerdem führte sie Interviews für den Fernsehsender TVOntario. Seit 1979 arbeitet sie als freie Autorin.
Gowdys Werk beschäftigt sich mit den Außenseitern der Gesellschaft mit einem bewussten Blick auf das Extreme, Fremde und Abnormale.
Gowdy lebt mit ihrer Familie in Toronto. Ihr langjähriger Partner ist der Schriftsteller Christopher Dewdney.

## Werke
Romane und Erzählungen
- Through the Green Valley. Roman. 1988
- Falling Angels. Roman. 1989
  - Fallende Engel. von Sigrid Ruschmeier; Kunstmann, München 1992, ISBN 3-88897-064-4)
- So We Seldom Look on Love. Erzählungen. 1992
  - Übers. Sigrid Ruschmeier: Seltsam wie die Liebe. Kunstmann, München 1993, ISBN 3-88897-077-6
- Mr. Sandman. 1995
  - Übers. Ulrike Becker[1], Claus Varrelmann: Mister Sandman. Kunstmann, München 1995, ISBN 3-88897-154-3
- The White Bone. Roman. 1998
  - Übers. Ulrike Becker, Claus Varrelmann: Der weiße Knochen. Kunstmann, München 1999, ISBN 3-88897-219-1
- The Romantic. Roman. 2003
  - Übers. Ulrike Becker: Die Romantiker. Kunstmann, München 2003, ISBN 3-88897-335-X
- Helpless. Roman 2007
  - Übers. Ulrike Becker: Hilflos. Kunstmann, München 2007, ISBN 978-3-88897-462-5
- Little Sister. Roman. Tin House, 2017
  - Übers. Ulrike Becker: Kleine Schwester. Kunstmann, 2017

Drehbücher
- Green Door. 2007, Regie: Semi Chellas

## Verfilmungen
- Kissed (1996, nach der Erzählung We So Seldom Look On Love; Regie: Lynne Stopkewich)
- A Feeling Called Glory (2000; Regie: Coreen Mayrs)
- Falling Angels (2002, Regie: Scott Smith)

## Auszeichnungen
- mehrmalige Nominierung für den Giller Prize, den Governor General’s Award und den Rogers Writers’ Trust Fiction Prize
- 1996: Marian Engel Award für ihr Lebenswerk
- 2007: Trillium Book Award für Helpless

## Notizen
1. ↑  Becker in der Übersetzer-Datenbank des VdÜ

| Personendaten    | Personendaten               |
| ---------------- | --------------------------- |
| NAME             | Gowdy, Barbara              |
| KURZBESCHREIBUNG | kanadische Schriftstellerin |
| GEBURTSDATUM     | 25. Juni 1950               |
| GEBURTSORT       | Windsor (Ontario)           |